# Volodimir Kiseljov
Volodimir Viktorovič Kiseljov (ukrajinsky  Володимир Вікторович Кисельов, rusky Владимир Викторович Киселёв; 1. ledna 1957 – 7. ledna 2021) byl ukrajinský atlet startující za Sovětský Svaz, olympijský vítěz ve vrhu koulí.
Na juniorském mistrovství Evropy v roce 1975 získal v soutěži koulařů zlatou medaili. Mezi dospělými se poprvé prosadil na halovém evropském šampionátu v roce 1979, kde skončil třetí. Na olympiádě v Moskvě vybojoval nečekaně zlatou medaili v soutěži koulařů. Vedl od prvního pokusu výkonem 21,10 m, který v šestém pokusu ještě vylepšil na 21,35 a překonal olympijský rekord. Mistrem SSSR ve vrhu koulí byl v letech 1982 a 1984.
Zemřel 7. ledna 2021 po dlouhé nemoci v ukrajinském Kremenčuku.